# Mutaciones de agapornis roseicollis
La cría selectiva en cautividad de los agapornis roseicollis ha permitido que prolifere una gran cantidad de mutaciones que por diversos motivos no se dan en libertad, uno de ellos es que varias de estas mutaciones dan como resultados ejemplares más débiles que hubieran sido incapaces de sobrevivir en un entorno hostil.
Los genes son fragmentos de ADN que contienen la información necesaria para sintetizar cierta proteína, en ellos viene codificada cada característica del ave, como el color del plumaje, color de ojos, etc. y está compuesto por dos cromosomas, uno de ellos heredado del padre y otro de la madre. Hay que especificar que los cromosomas sexuales son los que determinarán el sexo, en el caso de los agapornis son ZW para las hembras y ZZ para los machos.

## Tipos de mutación
- Mutaciones dominantes: Son aquellas en las que sólo es necesario que estén presentes en uno de los cromosomas para que se dé una manifestación externa y visible.
- Mutaciones dominantes incompletas: Es un caso particular de mutaciones dominantes que aunque se manifieste con un solo cromosoma, la coloración de diferente que cuando la mutación se halla en los dos.
- Mutaciones recesivas: Son aquellas en las que es necesario que la mutación esté presente en los dos cromosomas para que se dé una manifestación externa y visible. Si sólo posee la mutación es uno de los cromosomas no se podrá observar físicamente y se dice que el pájaro es portador.
- Mutaciones co-dominantes: Son aquellas que cuando el pájaro hereda una mutación del padre y otra diferente de la madre se da una manifestación externa y visible intermedia entre ambas mutaciones.
- Mutaciones ligadas al sexo: Son mutaciones que sólo están presentes en el cromosoma Z, por lo que serán dominantes en las hembras (ZW) y recesivas en los machos (ZZ).

## Pigmentos y estructura de las plumas

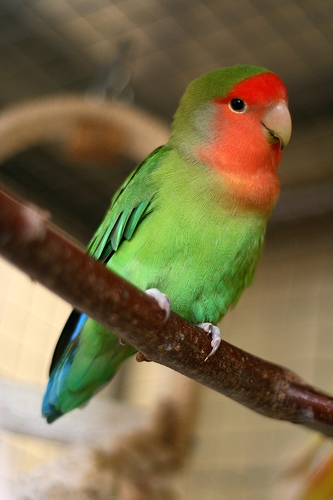
Agapornis Roseicolli Ancestral

Para poder entender cómo afectan las mutaciones al color del plumaje de los agapornis roseicollis primero debemos conocer un poco cómo son las plumas de estos pájaros.
En las plumas de estas aves se pueden encontrar dos tipos diferentes de pigmentos:
- Eumelanina: Es el pigmento oscuro que provoca el color azul en las plumas, y el negro en el caso de las remeras.
- Psitacina: Hay tres tipos de psitacina y son los encargados de provocar en las plumas los colores amarillo, naranja y rojo.

Estos dos pigmentos junto con la estructura de las barbas de las plumas son los que influyen en el color final del ave. Por ejemplo, un agapornis de color normal verde o sin mutar, también llamado ancestral, posee los dos tipos de pigmentos y una estructura de la pluma normal, con lo que el resultado final es un ejemplar en el que se puede observar que la rabadilla es azul (eumelanina), el cuerpo es verde (mezcla del azul de la eumelanina y el amarillo de la psitacina) y la máscara de la cara roja con la frente más oscura (psitacina).

## Mutaciones debidas a la alteración de la psitacina

### Mutación Aqua
Se trata de una mutación recesiva donde hay una reducción de aproximadamente el 50% de la psitacina amarilla dando lugar a un pájaro de un tono entre azul y verde, que algunas personas describen como azul mar. También se reduce la psitacina roja, con lo que la máscara adquiere un color rosáceo pálido.

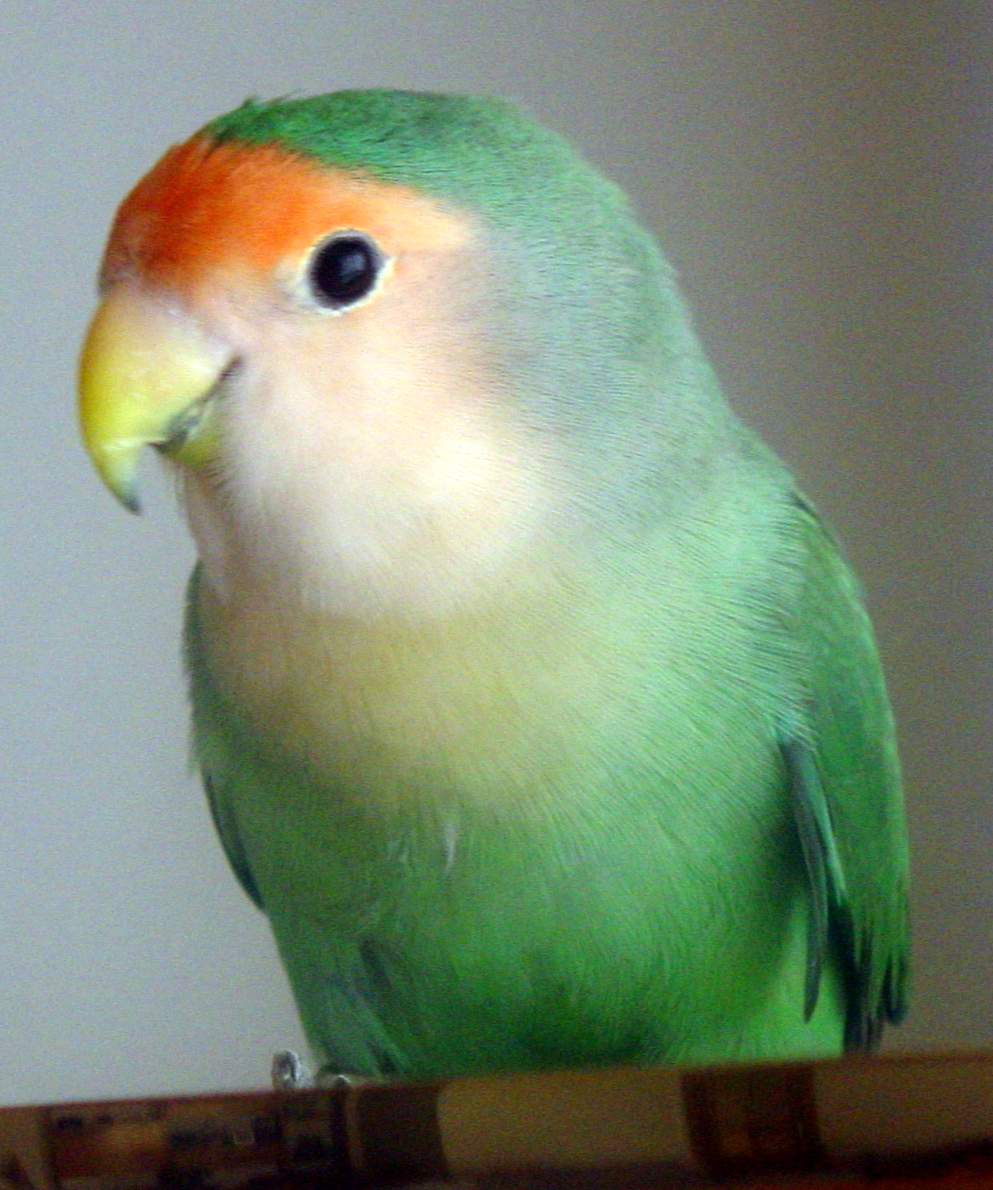
Agapornis Roseicolli Aqua

### Mutación Turquesa
Es otra mutación recesiva, pero en este caso hay una reducción de entre el 80% y el 90% de la psitacina, con lo que se adquiere un color azul en el cuerpo, excepto en las alas en las que la reducción gira en torno al 60% y suelen verse de un color turquesa. La psitacina roja de la máscara se reduce hasta dejarla casi blanca, con la frente de color rosáceo.
Debido a una cría selectiva donde se busca el menor porcentaje de psitacina están apareciendo cada vez más ejemplares que carecen por completo, o casi, de este pigmento, por lo que son pájaros de color azul con la máscara blanca, esta variación de la mutación se denomina turquesa depurado.
Las mutaciones turquesa y aqua se suelen denominar como líneas par-azul y son mutaciones co-dominantes, es decir que pueden aparecer ejemplares AquaTurquesa, que físicamente manifiesten un color entre ambas mutaciones.

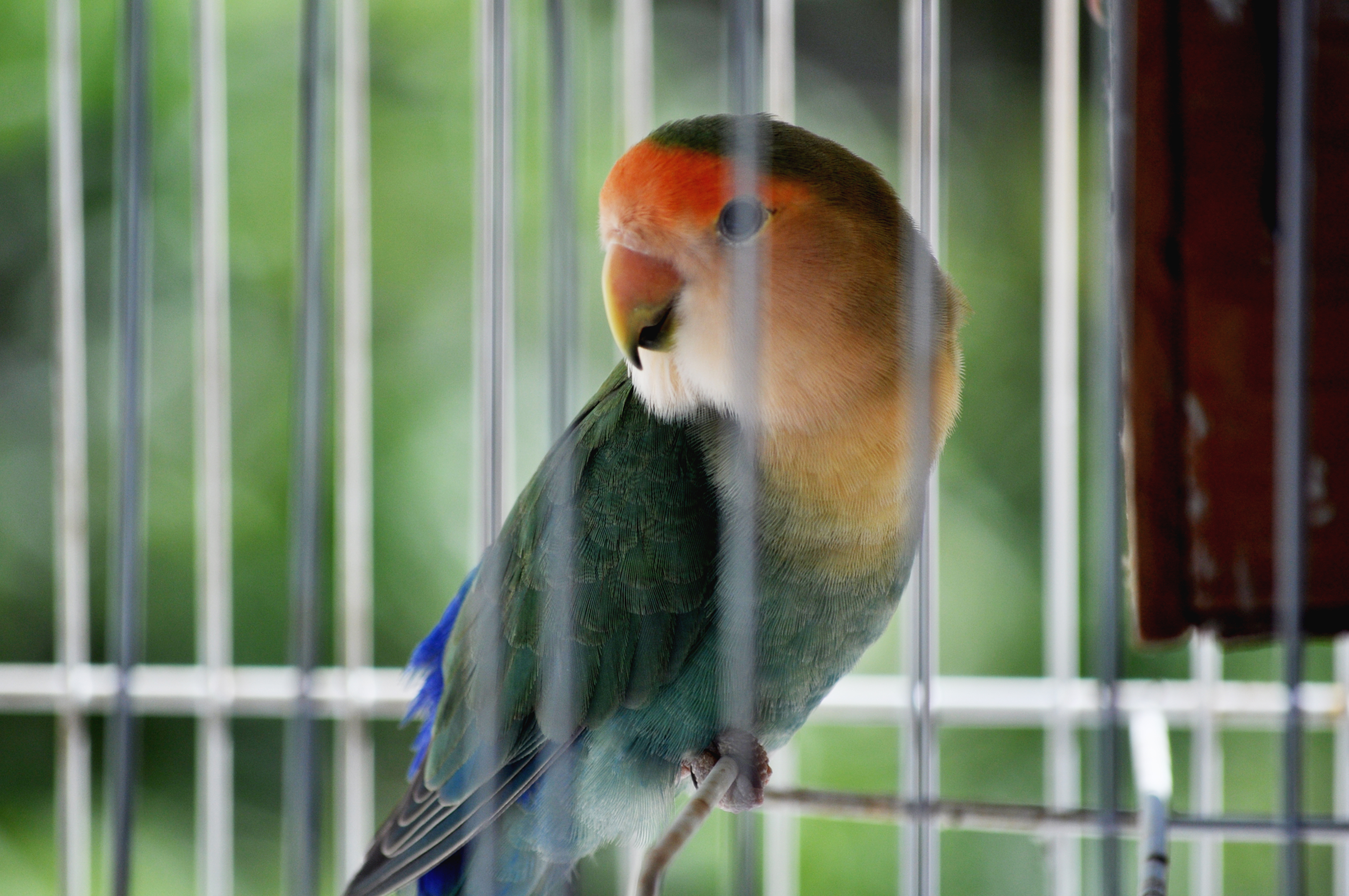
Agapornis Roseicolli Turquesa

### Mutación Cara Naranja
En esta mutación también recesiva, la psitacina de la máscara y de algunas partes de la cola cambia, de manera que en vez de ser roja pasa a ser naranja.

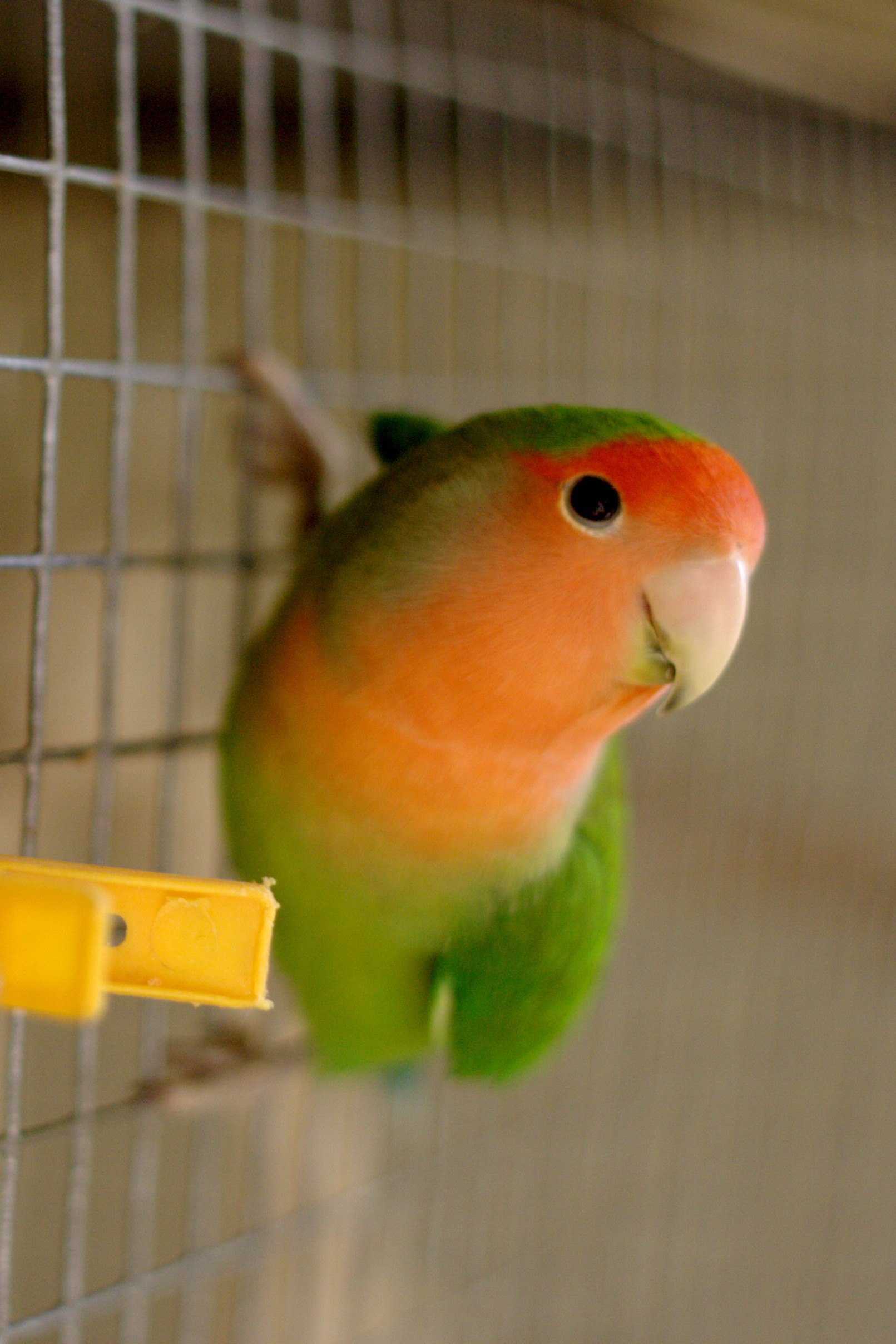
Agapornis Roseicolli Cara Naranja

### Mutación Cara Pálida (Pale Head)
Esta mutación hace que la máscara de la cabeza adquiera con color entre naranja y rosa claro. Se trata de una mutación dominante incompleta ya que aunque con un solo cromosoma se pueda apreciar la mutación, si los dos cromosomas son Cara Pálida la máscara acaba siendo bastante más clara.

## Mutaciones debidas a la alteración de la eumelanina

### Mutación Ino (Lutino)
Es una mutación ligada al sexo, es decir que en los machos será recesiva mientras que en las hembras será dominante, en la que se elimina completamente la eumelanina, tanto en plumas como en ojos, patas y pico, dando lugar a un ejemplar amarillo con la máscara roja, las patas rosas, la rabadilla y las remeras blancas y los ojos rojos.

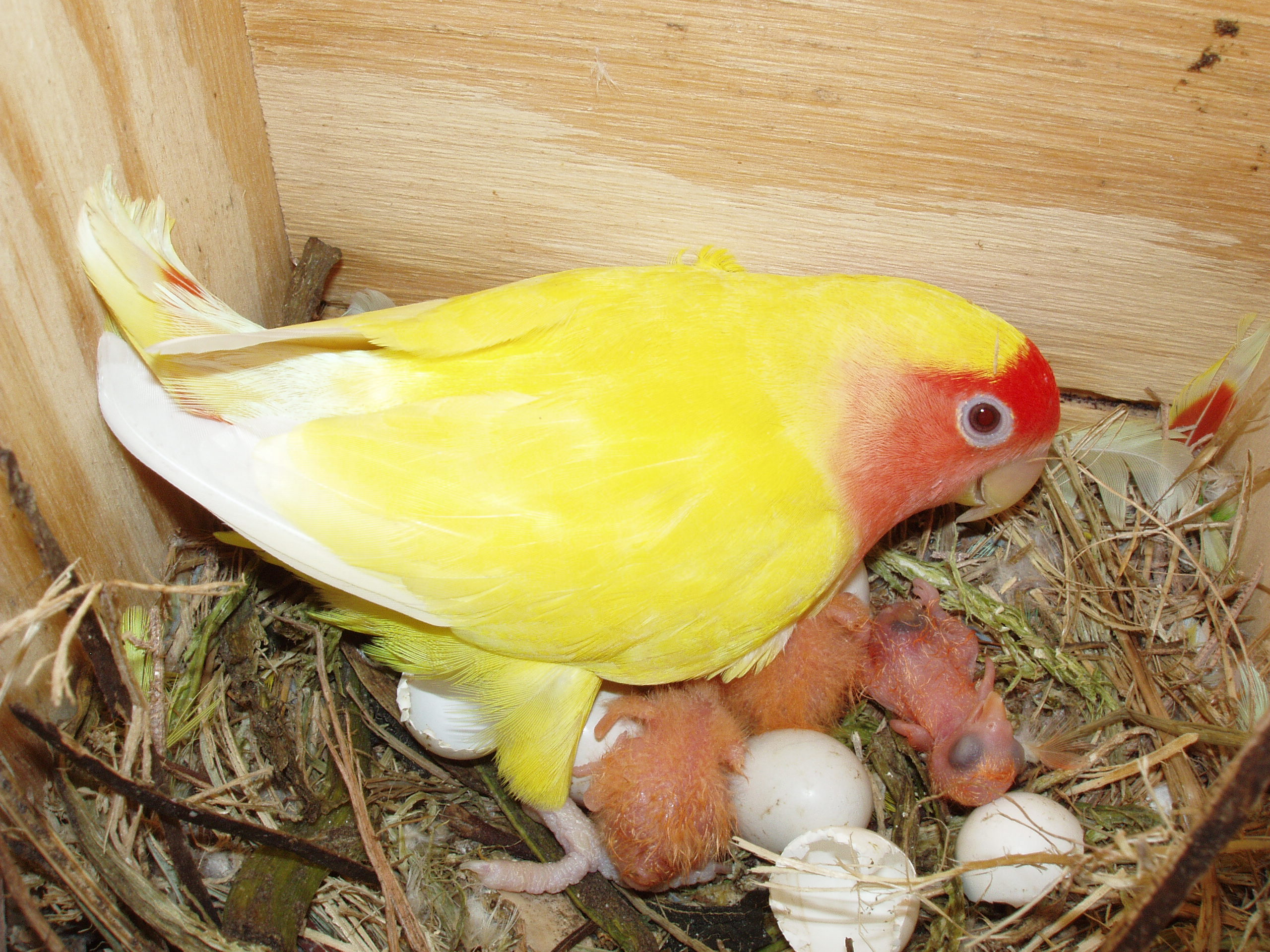
Agapornis Roseicollis Lutino

### Mutación Pallid
En esta mutación ligada al sexo se produce una reducción de aproximadamente el 60% de la eumelanina, dando lugar a un pájaro amarillo con tonos verdes, las remeras gris claro y las patas rosas. Aunque tienen los ojos rojos al nacer a los pocos días se vuelven marrones.
Las mutaciones Pallid e Ino son mutaciones codominantes sólo en ejemplares machos, ya que las hembras sólo pueden tener uno de los dos cromosomas.
La mezcla de las mutaciones Ino o Pallid con Turquesa suele denominarse Cremino.

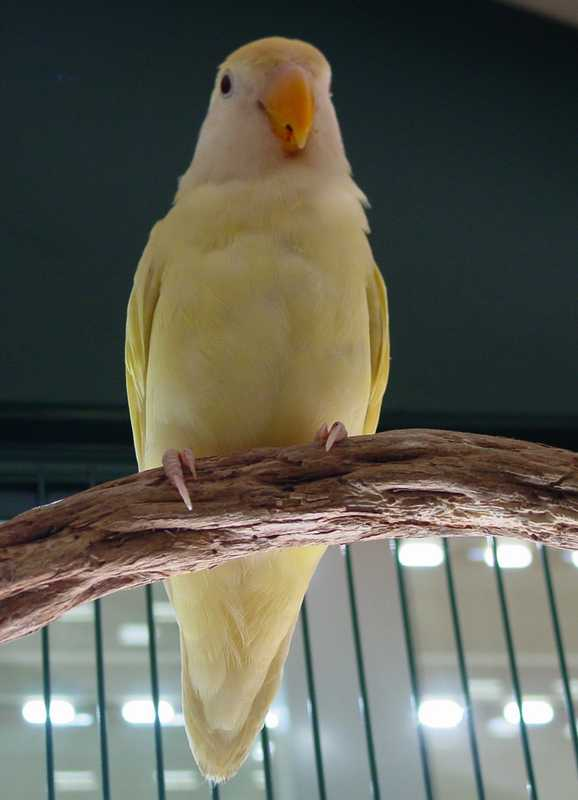
Agapornis Roseicolli Cremino

### Mutación Canela
Otra mutación ligada al sexo, pero en este caso no se modifica la cantidad de la eumelanina, sino que se altera su color, pasando de ser negro a ser marrón. Esta mutación da como resultado un pájaro verde laurel, remeras color marrón y patas con un velo marrón. Las crías al nacer también tienen los ojos rojos aunque se oscurecen a los pocos días.

### Mutación Bronze Fallow
Se trata de una mutación recesiva muy parecida al canela, donde la eumelanina pasa de ser negra a ser marrón grisáceo. Como resultado obtendríamos un pájaro de color verde laurel, con las remeras marrón grisáceo, las patas color carne y los ojos de un color rojo burdeos. Aunque a primera vista puede confundirse con un Canela, podemos diferéncialo gracias a los ojos rojos y la parte posterior de la cabeza que suele ser de un tono más claro.

### Mutación Fallow Pálido (Pale Fallow)
Es una mutación recesiva en el que la eumelanina es marrón grisáceo y se reduce entre un 90% y 95%. Esta mutación da lugar a un pájaro de color oliva amarillento con patas rosas, rabadilla azul claro y abdomen verdoso. Una característica de esta mutación son los ojos color rojo rubí.

## Mutaciones debidas a la alteración de la distribución de la eumelanina

### Mutación Marbled (Edged Dilute)
Es una mutación recesiva que afecta a la distribución de la eumelanina en las alas y las remeras de manera desigual, de manera que mientras en el centro de la pluma hay una reducción de aproximadamente el 60% de este pigmento dando una coloración entre verde pálido y amarillo, en el filo de la misma hay una mayor concentración, por lo que las plumas parecen ribeteadas. En el resto del cuerpo aparece una reducción de aproximadamente el 50% de forma uniforme. La rabadilla esta descolorida y las patas y uñas son color gris.

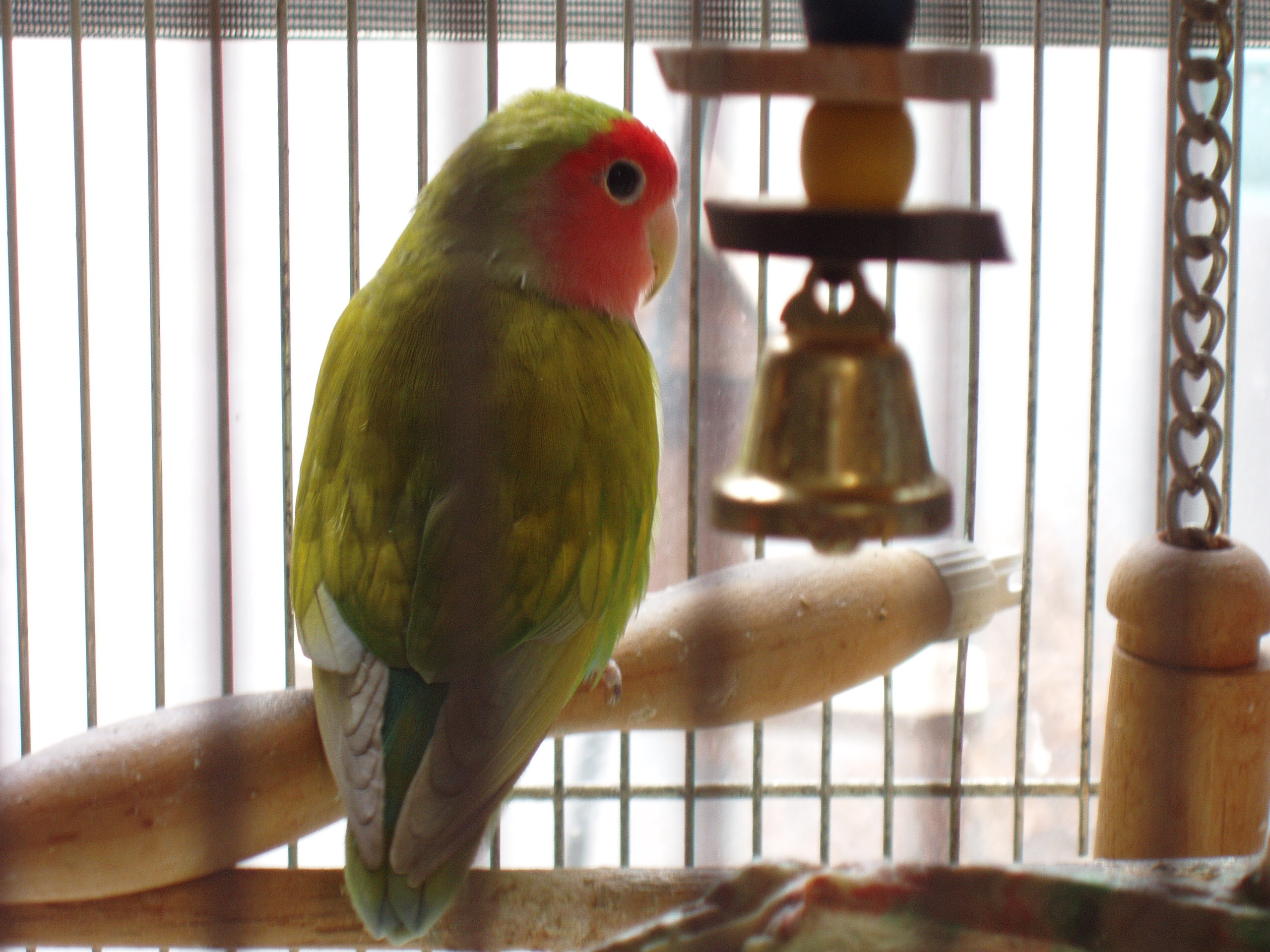
Agapornis Roseicolli Marbled

### Mutación Dilute
Se trata de una mutación recesiva en la que se reduce la eumelanina entre un 80% y un 90%. Da como resultado un ejemplar amarillo con una especie de velo verde, cuya rabadilla pasa a ser azul pálido. El color de las patas y uñas no se modifica y las remeras se ven de un color gris.

### Mutación Arlequín Dominante
En esta mutación dominante se produce una eliminación desigual de la eumelanina por varias zonas del plumaje, dando lugar a un ejemplar con zonas sin pigmentar y que puede tener desde unas pocas manchas hasta ser casi entero amarillo. Suelen tener la máscara de la cara más pequeña.

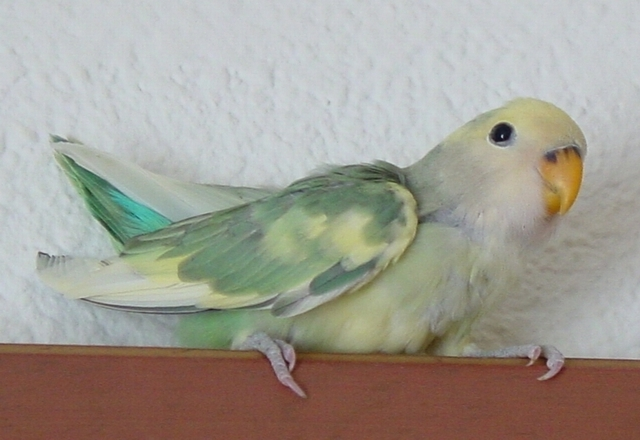
Agapornis Roseicolli Aqua Arlequin Dominante

### Mutación Arlequín Recesivo
Es una mutación recesiva donde se llega a una reducción de casi el 95% de la eumelanina, con lo que se obtiene un pájaro que es casi completamente amarillo. Patas, dedos, uñas y remeras pueden adquirir un color desde el gris hasta el difuminado y la máscara suele estar reducida en tamaño. A veces se puede observar una tonalidad verde en la rabadilla. Como dato curioso los portadores muchas veces presentan una mancha en la parte interior del muslo.

## Mutaciones debidas a la alteración de la distribución de la eumelanina y de la psitacina

### Mutación Opalino
Se trata de una mutación ligada al sexo en la que la distribución de la eumelanina y de la psitacina se modifica. Su mayor característica es que la máscara se extiende por detrás de la cabeza, obteniendo así un ejemplar en el que toda la cabeza es de color rojo. El color general del cuerpo es de un verde algo más grisáceo, la rabadilla verde y las marcas negras y azules de la cola desaparecen haciendo que predomine el color rojo. Curiosamente la máscara extendida no se aprecia en las crías hasta su primera muda.
Esta es la única mutación que se puede combinar con todas las demás mutaciones.

## Mutaciones debidas a la alteración de la estructura de la pluma

### Mutación Factor Oscuro
Es una mutación dominante incompleta que modifica la amplitud de la zona esponjosa de la pluma de manera que cuando la luz incide sobre ella se refleje un tono azul diferente del habitual, haciendo que la eumelanina tenga una influencia mayor, obteniendo así ejemplares de un color más oscuro. Se suele notar con D cuando sólo tenemos un cromosoma con factor oscuro y DD cuando tenemos los dos.
En la línea verde se suelen denominar a los pájaros con un factor de oscuro como Jade (Verde D) y si tienen dos factores como Oliva (Verde DD). En la línea azul los que tienen un solo factor se denominan Cobalto (Turquesa D) y si tienen dos Malva (Turquesa DD).

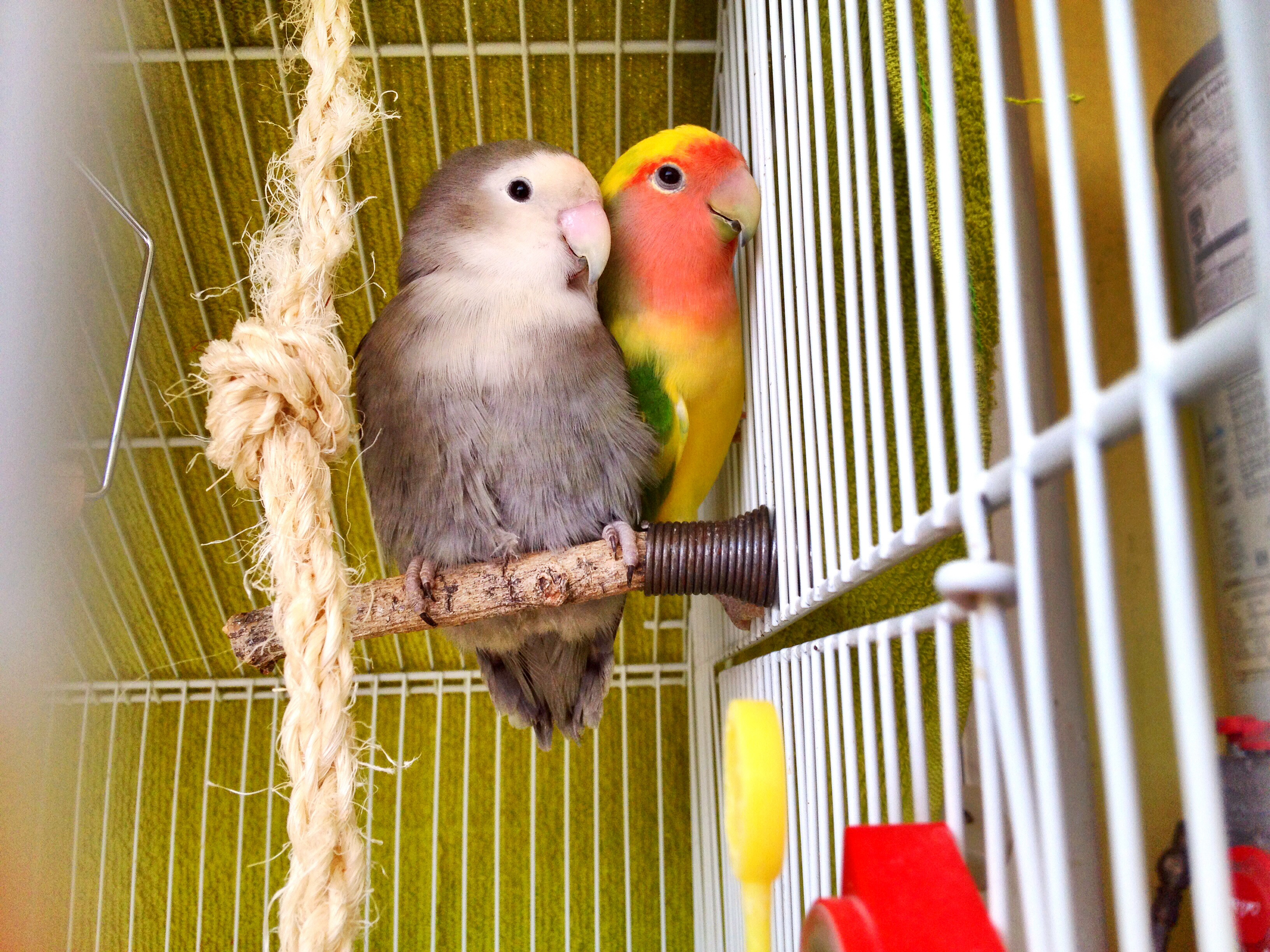
Agapornis Roseicolli Turquesa DD o Malva

### Mutación Violeta
Esta mutación dominante modifica la estructura de la zona esponjosa de la pluma de forma que cuando la luz incide sobre ella se refleja un color violeta en vez de un color azul.
Aunque puede combinarse con casi todas las demás mutaciones es más visible en las mutaciones de la línea par-azul que tengan al menos un factor de oscuro D.